# Акакије Атонски
Преподобни Акакије је хришћански светитељ. Родом је из села Голице у Епиру. Био је велики атонски подвижник, духовник и прозорљивац. Хришћани верују да је имао многе небеске визије. Неколико монаха је благословио на подвиг мучеништва. Умро је у својој 98 години, 1730. године.
Српска православна црква слави га 12. априла по црквеном, а 25. априла по грегоријанском календару.